# Международный союз наук о почве
Международный союз наук о почве (англ. International Union of Soil Sciences, IUSS; встречается также перевод Международный союз почвоведов) — международное общество почвоведов, научный союз, член Международного Совета по науке (МСНС). Координирующий орган международной организации науки почвоведение.

## История
Основан в 1924 году.
Группа имеет 86 национальных обществ, около 55,000 членов.
Каждые четыре года Международный союз почвоведов проводит Всемирный Конгресс почвоведения в разных странах.
В настоящее время Секретарём союза является Зигберт Губер, совмещающий пост директора указанного ведомства — Агентство по охране окружающей среды Австрии.
Цель союза — способствовать развитию всех отраслей почвоведения и их применения, с целью развития контактов между учёными и другими лицами, участвующими в изучении и применении почвоведения; стимулирование научных исследований и в дальнейшем применение таких исследований.

## Организация
Союз организует Всемирный Конгресс почвоведов каждые 4 года. Союз имеет 4 отдела и комиссии в следующих областях:

### 1. Почва в пространстве и времени
- С1.1 морфология и микроморфология почв
- С1.2 география почв
- С1.3 генезис почв
- С1.4 классификация почв
- С1.5 Pedometrics
- С1.6 Палеопочвоведению

### 2. Свойства почвы и процессы
- С2.1 физика почв
- С2.2 химия почв
- С2.3 биология почв
- С2.4 минералогии почв
- С2.5 реакций на межфазной поверхности почвы

### 3. Использование и управление почвенным фондом
- С3.1 оценка почв и планирование землепользования
- С3.2 почвы и сохранения воды
- С3.3 плодородие почв и питание растений
- С3.4 почвы техники и технологии
- С3.5 контроль деградации почв, рекультивации и мелиорации

### 4. Роль почвы в сохранении общества и окружающей среды
- С4.1 почвы и окружающей среды
- С4.2 почвы, продовольственная безопасность и здоровье человека
- С4.3 почвы и изменения в землепользовании
- С4.4 образование почв и повышения осведомлённости общественности
- С4.5 истории, философии и социологии почвоведения

Эта структура и комиссиям ведёт историю с первоначальных шести комиссий, созданных в 1924 году. Союз является одним из основателей и партнером Международного года планеты Земля и поддерживает его деятельность. Союз издал брошюру "Почва — живая кожа Земли".

## Деятельность
Всемирный Конгресс почвоведения и его президенты 
| Номер | Конгресс | Место                     | Место            | Президент | Президент       | Президент        |
| ----- | -------- | ------------------------- | ---------------- | --------- | --------------- | ---------------- |
| 22.   | 2022     | Глазго                    | Великобритания   | 2018—2019 | Takashi Kosaki  | Япония           |
| 21.   | 2018     | Рио-де Жанейро            | Бразилия         | 2017—2018 | Раттан Лал      | США              |
| 20.   | 2014     | Жейдо                     | Республика Корея | 2014—2016 | Rainer Horn     | Германия         |
| 19.   | 2010     | Брисбен, Квинсленд        | Австралия        | 2010—2014 | J.E. Yang       | Республика Корея |
| 18.   | 2006     | Филадельфия, Пенсильвания | США              | 2006—2010 | R.S. Swift      | Австралия        |
| 17.   | 2002     | Бангкок                   | Таиланд          | 2002—2006 | D.L. Sparks     | США              |
| 16.   | 1998     | Монпелье                  | Франция          | 1998—2002 | S. Theerawong   | Таиланд          |
| 15.   | 1994     | Акапулько                 | Мексика          | 1994—1998 | A. Ruellan      | Франция          |
| 14.   | 1990     | Киото                     | Япония           | 1990—1994 | A.A. Santelises | Мексика          |
| 13.   | 1986     | Гамбург                   | ФРГ              | 1986—1990 | A. Tanaka       | Япония           |
| 12.   | 1982     | Нью-Дели                  | Индия            | 1982—1986 | K.H. Hartge     | ФРГ              |
| 11.   | 1978     | Альберта                  | Канада           | 1978—1982 | J.S. Kanwar     | Индия            |
| 10.   | 1974     | Москва                    | СССР             | 1974—1978 | C.F. Bentley    | Канада           |
| 9.    | 1968     | Аделаида                  | Австралия        | 1968—1974 | В. А. Ковда     | СССР             |
| 8.    | 1964     | Бухарест                  | Румыния          | 1964—1968 | E.G. Hallsworth | Австралия        |
| 7.    | 1960     | Мадисон, Висконсин        | США              | 1960—1964 | N.C. Cernescu   | Румыния          |
| 6.    | 1956     | Париж                     | Франция          | 1956—1960 | R. Bradfield    | США              |
| 5.    | 1954     | Киншаса                   | ДР Конго         | 1954—1956 | A. Oudin        | Франция          |
| 4.    | 1950     | Амстердам                 | Нидерланды       | 1950—1954 | R. Tavernier    | Бельгия          |
| —     | —        | —                         | —                | 1950      | C.H. Edelman    | Нидерланды       |
| 3.    | 1935     | Оксфорд                   | Англия           |           |                 |                  |
| 2.    | 1930     | Ленинград                 | СССР             | 1930—1935 | J. Russell      | Великобритания   |
| 1.    | 1927     | Вашингтон                 | США              | 1927—1930 | К. Гедройц      | СССР             |
| Fd.   | 1924     |                           |                  | 1924—1927 | Я. Липман       | США              |